# Casa de la Vila de Bràfim
La Casa de la Vila de Bràfim és un edifici noucentista protegit com a bé cultural d'interès local del municipi de Bràfim (Alt Camp).

## Descripció
L'edifici està situat al davant de l'església parroquial de Sant Jaume. Fa cantonada amb el carrer Major. És de planta trapezoïdal, amb planta baixa i dos pisos. La façana presenta una distribució simètrica. A la planta baixa hi ha quatre portes (dues botigues i dos accessos als habitatges). Els dos pisos superiors presenten una distribució idèntica: dos balcons correguts a cada pis amb dues obertures rectangulars a cadascun i llindes amb motllures i ornamentació escultòrica floral. Una cornisa separa el cos de l'edifici del terrat. La barana té un plafó central sinuós, i als costats un tram calat. La façana del carrer Major té obertures rectangulars amb decoració similar a la façana principal. Els materials emprats són bàsicament el maó i la pedra.

## Història
L'edifici va ser construït per l'arquitecte Cèsar Martinell l'any 1923. A una de les portes hi figura la data de 1928. A finals dels vuitanta del segle XX es pintà la façana.